# Impatiens lacei
Impatiens lacei är en balsaminväxtart som beskrevs av Joseph Dalton Hooker. Impatiens lacei ingår i släktet balsaminer, och familjen balsaminväxter. Inga underarter finns listade i Catalogue of Life.